# Seznam kosovskih tenisačev
Seznam kosovskih tenisačev.

## L
- Adrijana Lekaj

## M
- Liridona Murati

## R
- Arlinda Rushiti

## U
- Blearta Ukëhaxhaj